# Blabia bituberosa
Blabia bituberosa är en skalbaggsart som först beskrevs av Stefan von Breuning 1940.  Blabia bituberosa ingår i släktet Blabia och familjen långhorningar. Inga underarter finns listade.